# Колстрип (Монтана)
Колстрип (англ. Colstrip: шеєн. Ho'óseo'hé'e) — місто (англ. city) в США, в окрузі Роузбад штату Монтана. Населення — 2096 осіб (2020).

## Географія
Колстрип розташований за координатами 45°53′46″ пн. ш. 106°37′40″ зх. д. / 45.89611° пн. ш. 106.62778° зх. д. (45.896038, -106.627652).  За даними Бюро перепису населення США в 2010 році місто мало площу 11,57 км², уся площа — суходіл. В 2017 році площа становила 10,49 км², з яких 10,48 км² — суходіл та 0,02 км² — водойми.

### Клімат
| Клімат : Колстрип     | Клімат : Колстрип | Клімат : Колстрип | Клімат : Колстрип | Клімат : Колстрип | Клімат : Колстрип | Клімат : Колстрип | Клімат : Колстрип | Клімат : Колстрип | Клімат : Колстрип | Клімат : Колстрип | Клімат : Колстрип | Клімат : Колстрип | Клімат : Колстрип |
| Показник              | Січ.              | Лют.              | Бер.              | Квіт.             | Трав.             | Черв.             | Лип.              | Серп.             | Вер.              | Жовт.             | Лист.             | Груд.             | Рік               |
| Середній максимум, °C | 1,3               | 3,9               | 8,3               | 14,8              | 20,4              | 25,4              | 31,2              | 30,4              | 23,9              | 16,8              | 8,1               | 2,8               | 15,7              |
| Середній мінімум, °C  | −12,5             | −9,8              | −5,6              | −0,3              | 4,9               | 9,6               | 13,1              | 11,8              | 6,3               | 0,7               | −5,4              | −10,6             | 0,2               |
| Норма опадів, мм      | 15                | 13                | 23                | 41                | 64                | 69                | 33                | 28                | 33                | 33                | 15                | 15                | 382               |
| Днів з опадами        | 6                 | 5                 | 7                 | 7                 | 10                | 9                 | 6                 | 5                 | 5                 | 5                 | 5                 | 5                 | 75,0              |
| --------------------- | ----------------- | ----------------- | ----------------- | ----------------- | ----------------- | ----------------- | ----------------- | ----------------- | ----------------- | ----------------- | ----------------- | ----------------- | ----------------- |
| Джерело: Weatherbase  |                   |                   |                   |                   |                   |                   |                   |                   |                   |                   |                   |                   |                   |

## Демографія
Згідно з переписом 2010 року, у місті мешкало 2214 осіб у 863 домогосподарствах у складі 622 родин. Густота населення становила 191 особа/км².  Було 986 помешкань (85/км²).
Расовий склад населення:
| - 84,7 % — білих - 9,0 % — корінних американців - 0,6 % — азіатів - 0,2 % — чорних або афроамериканців - 0,1 % — вихідців з тихоокеанських островів |

До двох чи більше рас належало 5,0 %. Частка іспаномовних становила 4,3 % від усіх жителів.
За віковим діапазоном населення розподілялося таким чином: 28,2 % — особи молодші 18 років, 66,6 % — особи у віці 18—64 років, 5,2 % — особи у віці 65 років та старші. Медіана віку мешканця становила 38,1 року. На 100 осіб жіночої статі у місті припадало 107,5 чоловіків;  на 100 жінок у віці від 18 років та старших — 108,0 чоловіків також старших 18 років.
Середній дохід на одне домашнє господарство  становив 87 610 доларів США (медіана — 84 145), а середній дохід на одну сім'ю — 94 285 доларів (медіана — 92 917). За межею бідності перебувало 8,5 % осіб, у тому числі 14,6 % дітей у віці до 18 років та 0,0 % осіб у віці 65 років та старших.
Цивільне працевлаштоване населення становило 1163 особи. Основні галузі зайнятості: освіта, охорона здоров'я та соціальна допомога — 24,5 %, транспорт — 19,5 %, сільське господарство, лісництво, риболовля — 18,1 %.